# Устойчивость убеждений
Устойчивость убеждений (также известная как концептуальный консерватизм) — это склонность придерживаться некоторого убеждения, несмотря на новую информацию, которая категорически ему противоречит.
Поскольку рациональность предполагает концептуальную гибкость, устойчивость убеждений согласуется с мнением, что человек порой действует иррационально. Философ Ф.К.С. Шиллер считает, что устойчивость убеждений «заслуживает того, чтобы занять место среди фундаментальных законов природы».

## Доказательства из экспериментальной психологии
По мнению профессоров психологии Ли Росса и Крейга А. Андерсона, "убеждения удивительно устойчивы перед лицом эмпирических вызовов, которые кажутся логически разрушительными". Понятие устойчивости убеждений может быть использовано для объяснения или новой интерпретации описанных ниже экспериментов. 
Первое исследование  устойчивости  убеждений было проведено Фестингером, Риккеном и Шахтером. Эти психологи проводили время с членами Культа Судного дня, которые верили, что конец света наступит 21 декабря 1954 года. После того, как предсказание не сбылось, большинство верующих всё ещё цеплялись за свою веру. 
В другом эксперименте, когда испытуемых просили пересмотреть оценку вероятности в свете новой информации, они проявляли явную тенденцию придавать недостаточное значение новым доказательствам.
В другом исследовании математически одарённым подросткам и взрослым дали семь арифметических упражнений и попросили предложить приблизительные решения, считая в уме или на бумаге. Следующей задачей было определить точные результаты с помощью карманного калькулятора, который специально выдавал неправильные результаты (например, 252 × 1,2 = 452,4 — хотя правильный ответ на самом деле 302,4). Около половины участников, выполнивших все семь заданий, комментируя свои способности и тактику подсчёта, не усомнились в верности ответов, данных калькулятором. Они были настолько убеждены, что калькулятор никогда не ошибается, что даже очевидно неправильные результаты и сравнение с их собственным подсчетам не вызывало у них подозрения. Они просто отказывались признать, что их предыдущие предположения о калькуляторах могли быть неверными.
Ещё один эксперимент был проведён Ли Россом и Крейгом А. Андерсоном. Они привели некоторых испытуемых к ложному убеждению, что существует положительная корреляция между склонностью пожарных к риску и их профессиональным успехом. Другим испытуемым сказали, что корреляция отрицательная. Затем участникам подробно разъяснили, что связи между принятием риска и эффективностью работы в реальности не существует. Эти авторы обнаружили, что интервью после повторного опроса указывали на значительный уровень стойкости убеждений..
В другом исследовании, испытуемые провели около четырех часов, следуя инструкциям написанного практического руководства. В какой-то момент руководство представило формулу, которая заставила их поверить, что сферы на 50% больше, чем они есть на самом деле. Затем испытуемым давали реальную сферу и просили определить её объём, сначала используя формулу, а затем наполнив сферу водой, перенеся воду в контейнер и непосредственно измерив объём воды в контейнере. В последнем эксперименте этой серии все 19 испытуемых имели степень доктора философии, степень в области естественных наук, работали исследователями или профессорами в двух крупных университетах и проводили сравнение между двумя измерениями объёма во второй раз с большей сферой. Все, кроме одного из этих учёных, цеплялись за ложную формулу, несмотря на свои эмпирические наблюдения.
В совокупности эти наблюдения говорят о том, что:
Даже когда мы имеем дело с идеологически нейтральными представлениями о реальности, когда эти представления были приобретены некоторое время назад, когда они пришли к нам из незнакомых источников, когда они были усвоены по надуманным причинам, когда отказ от них влечет за собой незначительные риски или затраты, когда они резко опровергаются последующими событиями, мы, по крайней мере на время, не склонны сомневаться в таких представлениях на словах и вряд ли откажемся от них на практике.Моти Ниссани

## В культурных инновациях
Физик Макс Планк писал, что «новая научная истина торжествует не потому, что убеждает своих противников, и заставляет их увидеть свет, а скорее потому, что ее противники в конце концов умирают, и вырастает новое поколение, которое с ней знакомо». Например, гелиоцентрическую теорию великого греческого астронома Аристарха Самосского пришлось переоткрывать примерно через 1800 лет, и даже после этого велись жаркие споры, прежде чем астрономы приняли ее истинность.
Устойчивость убеждений часто сопровождается внутриличностными когнитивными процессами. «Когда решающие факты наконец-то стали очевидными для меня, — писал химик Джозеф Пристли, — очень медленно и с большой неуверенностью поддался я доказательствам своих чувств».

## В образовании
Студенты часто «цепляются за идеи, которые являются частью их мировоззрения, даже когда сталкиваются с информацией, которая с ним не совпадает». Например, учащиеся могли потратить месяцы на изучение Солнечной системы и хорошо справиться с соответствующими тестами, но при этом продолжали верить, что фазы Луны образуются из-за тени Земли. То, что они узнали, не смогло поколебать те убеждения, которых они придерживались до получения этих знаний.

## Причины устойчивости убеждений
Причины устойчивости убеждений остаются неясными. Эксперименты 2010-х годов показали, что нейрохимические процессы в мозге лежат в основе систематической ошибки внимания при обучении за вознаграждение. Аналогичные процессы могут лежать в основе устойчивости убеждений.
Питер Маррис предполагает, что процесс отказа от убеждений похож на проработку горя. «Импульс к защите предсказуемости жизни — это фундаментальный и универсальный принцип человеческой психологии». Люди обладают «глубоко укоренившейся и настойчивой потребностью в непрерывности».
Философ науки Томас Кун указывает на сходство между изменением понимания и изменением восприятия Гештальта (например, трудности, возникающие при восприятии старой карги как молодой леди). Следовательно, трудность перехода от одного убеждения к другому может быть связана с трудностью перестройки своей перцептивной или когнитивной сферы.